# Tribehou
Tribehou és un municipi francès situat al departament de la Manche i a la regió de Normandia. L'any 2007 tenia 510 habitants.

## Demografia

### Població
El 2007 la població de fet de Tribehou era de 510 persones. Hi havia 215 famílies de les quals 58 eren unipersonals (29 homes vivint sols i 29 dones vivint soles), 62 parelles sense fills, 74 parelles amb fills i 21 famílies monoparentals amb fills.
La població ha evolucionat segons el següent gràfic:
Habitants censats

### Habitatges
El 2007 hi havia 275 habitatges, 226 eren l'habitatge principal de la família, 28 eren segones residències i 21 estaven desocupats. 263 eren cases i 10 eren apartaments. Dels 226 habitatges principals, 176 estaven ocupats pels seus propietaris, 47 estaven llogats i ocupats pels llogaters i 2 estaven cedits a títol gratuït; 3 tenien una cambra, 11 en tenien dues, 58 en tenien tres, 72 en tenien quatre i 81 en tenien cinc o més. 162 habitatges disposaven pel capbaix d'una plaça de pàrquing. A 111 habitatges hi havia un automòbil i a 87 n'hi havia dos o més.

### Piràmide de població
La piràmide de població per edats i sexe el 2009 era:
| Homes | Edats   | Dones |
| ----- | ------- | ----- |
| 0     | 95 o +  | 0     |
| 0     | 90 a 94 | 4     |
| 4     | 85 a 89 | 0     |
| 4     | 80 a 84 | 4     |
| 4     | 75 a 79 | 24    |
| 16    | 70 a 74 | 16    |
| 24    | 65 a 69 | 12    |
| 28    | 60 a 64 | 24    |
| 12    | 55 a 59 | 12    |
| 16    | 50 a 54 | 12    |
| 36    | 45 a 49 | 8     |
| 20    | 40 a 44 | 24    |
| 8     | 35 a 39 | 8     |
| 8     | 30 a 34 | 24    |
| 12    | 25 a 29 | 4     |
| 8     | 20 a 24 | 16    |
| 12    | 15 a 19 | 32    |
| 16    | 10 a 14 | 12    |
| 4     | 5 a 9   | 16    |
| 4     | 0 a 4   | 20    |

## Economia
El 2007 la població en edat de treballar era de 321 persones, 233 eren actives i 88 eren inactives. De les 233 persones actives 222 estaven ocupades (128 homes i 94 dones) i 10 estaven aturades (4 homes i 6 dones). De les 88 persones inactives 44 estaven jubilades, 22 estaven estudiant i 22 estaven classificades com a «altres inactius».

### Ingressos
El 2009 a Tribehou hi havia 216 unitats fiscals que integraven 504 persones, la mediana anual d'ingressos fiscals per persona era de 16.328 €.

### Activitats econòmiques
Dels 20 establiments que hi havia el 2007, 1 era d'una empresa extractiva, 3 d'empreses alimentàries, 4 d'empreses de construcció, 3 d'empreses de comerç i reparació d'automòbils, 3 d'empreses de transport, 1 d'una empresa d'hostatgeria i restauració, 1 d'una empresa financera, 1 d'una empresa immobiliària, 1 d'una empresa de serveis, 1 d'una entitat de l'administració pública i 1 d'una empresa classificada com a «altres activitats de serveis».
Dels 7 establiments de servei als particulars que hi havia el 2009, 1 era una oficina de correu, 2 tallers de reparació d'automòbils i de material agrícola, 1 paleta, 1 fusteria, 1 empresa de construcció i 1 perruqueria.
Dels 2 establiments comercials que hi havia el 2009, 1 era una botiga de menys de 120 m² i 1 una fleca.
L'any 2000 a Tribehou hi havia 30 explotacions agrícoles que ocupaven un total de 880 hectàrees.

## Equipaments sanitaris i escolars
El 2009 hi havia una escola elemental integrada dins d'un grup escolar amb les comunes properes formant una escola dispersa.

## Poblacions més properes
El següent diagrama mostra les poblacions més properes.